# Championnat de Russie de football 1994
Navigation
Saison précédente Saison suivante
La saison 1994 de Vyschaïa Liga est la troisième édition de la première division russe.
Lors de cette saison, le Spartak Moscou a conservé son titre de champion de Russie face aux quinze meilleurs clubs russes lors d'une série de matchs se déroulant sur toute l'année.
Chacun des seize clubs participant au championnat a été confronté à deux reprises aux quinze autres.
Quatre places étaient qualificatives pour les compétitions européennes, la cinquième place étant celles du vainqueur de la Coupe de Russie 1994-1995.
Le Spartak Moscou a été sacré champion de Russie pour la troisième fois.

## Clubs participants
CSKA Moscou
Dynamo Moscou
Lokomotiv Moscou
Spartak Moscou
Torpedo Moscou
Légende des couleurs
- Premier tour de la Ligue des champions 1994-1995
- Premier tour de la Coupe des coupes 1994-1995
- Premier tour de la Coupe UEFA 1994-1995
- Promu de deuxième division

| Club                     | Présent depuis | Classement 1993 | Entraîneur                | Stade                | Capacité théorique |
| ------------------------ | -------------- | --------------- | ------------------------- | -------------------- | ------------------ |
| Spartak Moscou           | 1992           | 1               | Oleg Romantsev            | Stade Loujniki       | 84 745             |
| Rotor Volgograd          | 1992           | 2               | Viktor Prokopenko         | Stade central        | 32 120             |
| Dynamo Moscou            | 1992           | 3               | Konstantin Beskov         | Stade Dynamo         | 36 540             |
| Tekstilchtchik Kamychine | 1992           | 4               | Sergueï Pavlov            | Stade Tekstilchtchik | 10 000             |
| Lokomotiv Moscou         | 1992           | 5               | Iouri Siomine             | Stade Lokomotiv      | 28 800             |
| Spartak Vladikavkaz      | 1992           | 6               | Valeri Gazzaev            | Stade Spartak        | 32 600             |
| Torpedo Moscou           | 1992           | 7               | Valentin Ivanov           | Stade Torpedo        | 13 200             |
| Ouralmach Iekaterinbourg | 1992           | 8               | Vladimir Kalachnikov (en) | Stade central        | 13 000             |
| CSKA Moscou              | 1992           | 9               | Aleksandr Tarkhanov       | Stade Loujniki       | 84 745             |
| Kamaz Naberejnye Tchelny | 1993           | 10              | Valeri Tchetverik         | Stade Kamaz          | 15 000             |
| Lokomotiv Nijni Novgorod | 1992           | 11              | Valeri Ovtchinnikov (en)  | Stade Lokomotiv      | 17 856             |
| Dinamo Stavropol         | 1992           | 12              | Boris Stoukalov (en)      | Stade Dinamo         | 16 000             |
| Jemtchoujina Sotchi      | 1993           | 13              | Arsen Naïdionov (en)      | Stade central        | 12 500             |
| Krylia Sovetov Samara    | 1992           | 14              | Aleksandr Averianov       | Stade Metallourg     | 33 220             |
| Lada Togliatti           | 1994           | 1 (D2, Centre)  | Viktor Tichtchenko        | Stade Torpedo        | 22 000             |
| Dinamo-Gazovik Tioumen   | 1994           | 1 (D2, Est)     | Eduard Malofeev           | Stade Geolog         | 13 057             |

### Changements d'entraîneur
| Club                     | Entraîneur partant       | Date de départ | Entraîneur arrivant       | Date d'arrivée |
| ------------------------ | ------------------------ | -------------- | ------------------------- | -------------- |
| Lada Togliatti           | Aleksandr Irkhine (en)   | mars 1994      | Aleksandr Garmachov       | mars 1994      |
| Krylia Sovetov Samara    | Valeri Bogdanov          | avril 1994     | Anatoli Kikine (en)       | avril 1994     |
| Krylia Sovetov Samara    | Anatoli Kikine (en)      | mai 1994       | Aleksandr Averianov       | mai 1994       |
| Rotor Volgograd          | Vladimir Salkov (en)     | mai 1994       | Viktor Prokopenko         | juillet 1994   |
| Dinamo Stavropol         | Sergueï Zimenkov (en)    | juillet 1994   | Vladimir Ioulyguine (en)  | juillet 1994   |
| Lada Togliatti           | Aleksandr Garmachov      | juillet 1994   | Viktor Tichtchenko        | juillet 1994   |
| Torpedo Moscou           | Iouri Mironov (en)       | juillet 1994   | Sergueï Petrenko          | juillet 1994   |
| Dinamo Stavropol         | Vladimir Ioulyguine (en) | août 1994      | Boris Stoukalov (en)      | août 1994      |
| Ouralmach Iekaterinbourg | Viktor Chichkine (en)    | août 1994      | Vladimir Kalachnikov (en) | septembre 1994 |
| Torpedo Moscou           | Sergueï Petrenko         | août 1994      | Valentin Ivanov           | août 1994      |

## Compétition

### Qualifications en coupes d'Europe
À l'issue de la saison, le champion s'est qualifié pour la phase de groupe de la Ligue des champions 1995-1996.
Le vainqueur de la Coupe de Russie 1994-1995 s'est qualifié pour le premier tour de la Coupe des coupes 1995-1996.
Les trois places en Coupe UEFA 1995-1996 sont quant à elles revenues au troisième, au quatrième et au cinquième du championnat. Ces places étaient qualificatives pour le premier tour de la compétition.

### Classement
Le classement est établi sur l'ancien barème de points (victoire à 2 points, match nul à 1, défaite à 0).
Pour départager les équipes à égalité de points, on tient d'abord compte des confrontations directes, puis de la différence de buts générale et du nombre de buts marqués et enfin si la qualification ou la relégation est en jeu, les deux équipes jouent une rencontre d'appui sur terrain neutre.
| Rang | Équipe                           | Pts | J  | G  | N  | P  | Bp | Bc | Diff |
| ---- | -------------------------------- | --- | -- | -- | -- | -- | -- | -- | ---- |
| 1    | Spartak Moscou T                 | 50  | 30 | 21 | 8  | 1  | 73 | 21 | +52  |
| 2    | Dynamo Moscou C                  | 39  | 30 | 13 | 13 | 4  | 55 | 35 | +20  |
| 3    | Lokomotiv Moscou                 | 36  | 30 | 12 | 12 | 6  | 49 | 28 | +21  |
| 4    | Rotor Volgograd                  | 36  | 30 | 10 | 16 | 4  | 39 | 23 | +16  |
| 5    | Spartak Vladikavkaz              | 33  | 30 | 11 | 11 | 8  | 32 | 34 | -2   |
| 6    | Kamaz-Tchally Naberejnye Tchelny | 31  | 30 | 11 | 9  | 10 | 38 | 38 | 0    |
| 7    | Energia-Tekstilchtchik Kamychine | 30  | 30 | 12 | 6  | 12 | 32 | 36 | -4   |
| 8    | Lokomotiv Nijni Novgorod         | 30  | 30 | 11 | 8  | 11 | 34 | 34 | 0    |
| 9    | Jemtchoujina Sotchi              | 27  | 30 | 8  | 11 | 11 | 44 | 48 | -4   |
| 10   | CSKA Moscou                      | 26  | 30 | 8  | 10 | 12 | 30 | 32 | -2   |
| 11   | Torpedo Moscou                   | 26  | 30 | 7  | 12 | 11 | 28 | 37 | -9   |
| 12   | Dinamo-Gazovik Tioumen P         | 24  | 30 | 7  | 10 | 13 | 24 | 49 | -25  |
| 13   | Krylia Sovetov Samara            | 24  | 30 | 6  | 12 | 12 | 30 | 51 | -21  |
| 14   | Ouralmach Iekaterinbourg         | 23  | 30 | 7  | 9  | 14 | 33 | 49 | -16  |
| 15   | Dinamo Stavropol                 | 23  | 30 | 6  | 11 | 13 | 25 | 34 | -9   |
| 16   | Lada Togliatti P                 | 22  | 30 | 6  | 10 | 14 | 24 | 41 | -17  |

| Légende : Qualifications et relégations | Légende : Qualifications et relégations                                               |
| --------------------------------------- | ------------------------------------------------------------------------------------- |
|                                         | Ligue des champions 1995-1996 (Phase de groupes)                                      |
|                                         | Coupe des coupes 1995-1996 (1er tour)                                                 |
|                                         | Coupe UEFA 1995-1996 (1er tour)                                                       |
|                                         | Relégation en Pervaïa Liga                                                            |
|                                         | T : Tenant du titre 1993 P : Promu 1993 C : Vainqueur de la Coupe de Russie 1994-1995 |

### Résultats
| Résultats (▼dom., ►ext.)                                   | SMO | DMO | LMO | ROT | SVL | KAM | TEK | LNN | JEM | CSKA | TOR | DGT | KRY | OUR | DST | LAD |
| Spartak Moscou                                             |     | 1-1 | 3-1 | 0-0 | 2-1 | 1-0 | 4-1 | 3-0 | 5-2 | 2-0  | 1-0 | 2-0 | 5-0 | 4-0 | 2-1 | 3-0 |
| Dynamo Moscou                                              | 0-0 |     | 2-2 | 0-1 | 1-1 | 2-1 | 1-0 | 3-4 | 5-3 | 2-4  | 2-0 | 5-2 | 3-0 | 6-0 | 1-1 | 1-0 |
| Lokomotiv Moscou                                           | 1-1 | 0-2 |     | 1-1 | 1-0 | 3-0 | 2-0 | 1-1 | 2-0 | 1-0  | 8-0 | 7-0 | 2-1 | 0-1 | 0-0 | 2-1 |
| Rotor Volgograd                                            | 1-1 | 1-1 | 1-0 |     | 1-1 | 4-0 | 3-1 | 2-3 | 2-1 | 2-1  | 2-1 | 2-0 | 5-0 | 1-1 | 1-1 | 4-1 |
| Spartak Vladikavkaz                                        | 1-0 | 1-1 | 1-1 | 1-0 |     | 4-1 | 2-1 | 2-1 | 0-0 | 2-1  | 0-0 | 2-1 | 0-0 | 2-1 | 1-0 | 1-2 |
| Kamaz Naberejnye Tchelny                                   | 1-3 | 2-2 | 0-0 | 1-0 | 6-0 |     | 1-0 | 2-0 | 4-2 | 1-1  | 1-1 | 4-0 | 3-1 | 0-0 | 1-0 | 1-0 |
| Tekstilchtchik Kamychine                                   | 0-1 | 1-1 | 1-1 | 0-0 | 2-0 | 3-0 |     | 1-0 | 2-1 | 2-1  | 1-0 | 2-0 | 1-0 | 1-0 | 2-0 | 1-0 |
| Lokomotiv Nijni Novgorod                                   | 0-4 | 1-2 | 1-0 | 0-0 | 1-0 | 2-0 | 0-0 |     | 1-1 | 2-0  | 2-1 | 2-0 | 0-0 | 1-0 | 1-1 | 0-0 |
| Jemtchoujina Sotchi                                        | 1-3 | 0-0 | 1-2 | 1-1 | 1-1 | 1-1 | 5-3 | 3-2 |     | 2-0  | 3-1 | 2-2 | 2-2 | 2-1 | 1-0 | 0-0 |
| CSKA Moscou                                                | 1-1 | 2-3 | 1-2 | 0-0 | 2-0 | 1-0 | 1-0 | 1-1 | 1-1 |      | 0-0 | 4-0 | 1-1 | 2-1 | 3-1 | 0-0 |
| Torpedo Moscou                                             | 2-2 | 0-1 | 1-1 | 1-1 | 2-2 | 3-0 | 1-2 | 2-1 | 1-0 | 1-0  |     | 2-1 | 1-1 | 1-0 | 3-0 | 1-1 |
| Dinamo-Gazovik Tioumen                                     | 0-0 | 2-2 | 3-2 | 2-2 | 0-0 | 0-0 | 3-1 | 1-0 | 0-2 | 0-1  | 0-0 |     | 1-0 | 1-0 | 1-1 | 0-0 |
| Krylia Sovetov Samara                                      | 2-6 | 1-1 | 1-1 | 3-1 | 1-0 | 1-1 | 4-0 | 0-3 | 2-1 | 1-1  | 1-1 | 2-1 |     | 3-2 | 1-1 | 0-0 |
| Ouralmach Iekaterinbourg                                   | 2-6 | 1-1 | 4-4 | 0-0 | 1-1 | 0-1 | 1-1 | 3-2 | 1-1 | 2-0  | 1-0 | 1-2 | 1-0 |     | 4-0 | 2-1 |
| Dinamo Stavropol                                           | 1-2 | 1-0 | 0-1 | 0-0 | 2-3 | 1-1 | 0-0 | 0-2 | 2-1 | 0-0  | 0-0 | 0-1 | 5-0 | 4-1 |     | 1-0 |
| Lada Togliatti                                             | 1-5 | 2-3 | 0-0 | 0-0 | 1-2 | 2-4 | 3-2 | 1-0 | 1-3 | 1-0  | 2-1 | 1-1 | 2-1 | 1-1 | 0-1 |     |
| - Victoire à domicile - Match nul - Victoire à l'extérieur |     |     |     |     |     |     |     |     |     |      |     |     |     |     |     |     |

## Statistiques

### Meilleurs buteurs
| Rang | Joueur                  | Club                     | Buts |
| ---- | ----------------------- | ------------------------ | ---- |
| 1    | Igor Simutenkov         | Dynamo Moscou            | 21   |
| 2    | Oleg Garine (en)        | Lokomotiv Moscou         | 20   |
| 3    | Oleg Veretennikov       | Rotor Volgograd          | 12   |
| 4    | Vladimir Bestchastnykh  | Spartak Moscou           | 10   |
| 5    | Vladimir Filimonov (en) | Jemtchoujina Sotchi      | 9    |
| 5    | Iouri Matveïev          | Ouralmach Iekaterinbourg | 9    |
| 5    | Vladimir Niederhaus     | Rotor Volgograd          | 9    |
| 5    | Andreï Tikhonov         | Spartak Moscou           | 9    |

## Les 33 meilleurs joueurs de la saison
À l'issue de la saison, la fédération russe de football désigne les 33 meilleurs joueurs du championnat (ru).
Gardien
1. Sergueï Ovtchinnikov (Lokomotiv Moscou)
2. Zaur Khapov (en) (Spartak Vladikavkaz)
3. Valeri Shantalosov (Lokomotiv Nijni Novgorod)

Défenseurs
1. Ramiz Mamedov (Spartak Moscou)
2. Alekseï Arifoulline (en) (Lokomotiv Moscou)
3. Sergueï Nekrasov (Dynamo Moscou)

1. Yuriy Nykyforov (Spartak Moscou)
2. Volodymyr Herashchenko (en) (Rotor Volgograd)
3. Igor Tchougaïnov (Lokomotiv Moscou)

1. Viktor Onopko (Spartak Moscou)
2. Rashid Rahimov (Spartak Moscou)
3. Youri Kovtun (Dynamo Moscou)

1. Dmitri Khlestov (Spartak Moscou)
2. Andreï Afanasiev (en) (Torpedo Moscou)
3. Vladislav Ternavski (Spartak Moscou)

Milieux de terrain
1. Omari Tetradze (Dynamo Moscou)
2. Valeri Karpine (Spartak Moscou)
3. Mirjalol Qosimov (Spartak Vladikavkaz)

1. Ilya Tsymbalar (Spartak Moscou)
2. Ievgueni Kharlatchiov (Lokomotiv Moscou)
3. Ievgueni Smertine (en) (Lokomotiv Nijni Novgorod)

1. Vladislav Radimov (CSKA Moscou)
2. Igor Dobrovolski (Dynamo Moscou)
3. Oleg Veretennikov (Rotor Volgograd)

1. Andreï Piatnitski (Spartak Moscou)
2. Alekseï Kosolapov (en) (Lokomotiv Moscou)
3. Yuriy Kalitvintsev (en) (Lokomotiv Nijni Novgorod)

Attaquants
1. Igor Simutenkov (Dynamo Moscou)
2. Oleg Garine (en) (Lokomotiv Moscou)
3. Nikolaï Pissarev (Spartak Moscou)

1. Vladimir Bestchastnykh (Spartak Moscou)
2. Dmitri Cheryshev (Dynamo Moscou)
3. Vladimir Niederhaus (Rotor Volgograd)

## Bilan de la saison
| Championnat de Russie de football 1994    |                            |
| Champion                                  | Spartak Moscou (3e titre)  |
| Coupes et trophées                        |                            |
| Vainqueur de la Coupe de Russie 1994-1995 | Dynamo Moscou              |
| Qualifications continentales              |                            |
| Ligue des champions 1995-1996             | Spartak Moscou             |
| Coupe des coupes 1995-1996                | Dynamo Moscou              |
| Coupe UEFA 1995-1996                      | Lokomotiv Moscou           |
| Coupe UEFA 1995-1996                      | Rotor Volgograd            |
| Coupe UEFA 1995-1996                      | Spartak Vladikavkaz        |
| Promotions et relégations                 |                            |
| Promus en première division               | Rostselmach Rostov         |
| Promus en première division               | Tchernomorets Novorossiisk |
| Relégués en deuxième division             | Dinamo Stavropol           |
| Relégués en deuxième division             | Lada Togliatti             |